# Pandanus kinabaluensis
Pandanus kinabaluensis är en enhjärtbladig växtart som beskrevs av Harold St.John och Benjamin Clemens Masterman Stone. Pandanus kinabaluensis ingår i släktet Pandanus och familjen Pandanaceae. Inga underarter finns listade.